# Interlands Deens voetbalelftal 2020-2029
Deze pagina toont een chronologisch en gedetailleerd overzicht van de interlands die het Deens voetbalelftal speelt en heeft gespeeld in de periode 2020 – 2029.

## Interlands

### 2020
|                                                                                     |            |                                    |        |                                                                         |
| 5 september UEFA Nations League Groep A2 № 854 «onderlinge duels» 20:45 uur (UTC+2) | Denemarken | 0 – 2                              | België | Parken, Kopenhagen Toeschouwers: 0 Scheidsrechter: Sandro Schärer (SUI) |
| 5 september UEFA Nations League Groep A2 № 854 «onderlinge duels» 20:45 uur (UTC+2) |            | 9' Jason Denayer 77' Dries Mertens |        | Parken, Kopenhagen Toeschouwers: 0 Scheidsrechter: Sandro Schärer (SUI) |

|                                                                                     |            |       |          |                                                                        |
| 8 september UEFA Nations League Groep A2 № 855 «onderlinge duels» 20:45 uur (UTC+2) | Denemarken | 0 – 0 | Engeland | Parken, Kopenhagen Toeschouwers: 0 Scheidsrechter: István Kovács (ROU) |
| 8 september UEFA Nations League Groep A2 № 855 «onderlinge duels» 20:45 uur (UTC+2) |            |       |          | Parken, Kopenhagen Toeschouwers: 0 Scheidsrechter: István Kovács (ROU) |

|                                                                        |                                                                                            |       |         |                                                                         |
| 7 oktober Vriendschappelijk № 856 «onderlinge duels» 18:00 uur (UTC+2) | Denemarken                                                                                 | 4 – 0 | Faeröer | MCH Arena, Herning Toeschouwers: 207 Scheidsrechter: Glenn Nyberg (SWE) |
| 7 oktober Vriendschappelijk № 856 «onderlinge duels» 18:00 uur (UTC+2) | Andreas Skov Olsen 22' Christian Eriksen 27' (pen.) Joakim Mæhle 32' Andreas Cornelius 45' |       |         | MCH Arena, Herning Toeschouwers: 207 Scheidsrechter: Glenn Nyberg (SWE) |

|                                                                                  |         |                                                                         |            |                                                                                  |
| 11 oktober UEFA Nations League Groep A2 № 857 «onderlinge duels» 18:45 uur (UTC) | IJsland | 0 – 3                                                                   | Denemarken | Laugardalsvöllur, Reykjavik Toeschouwers: 60 Scheidsrechter: Bojan Pandžić (SWE) |
| 11 oktober UEFA Nations League Groep A2 № 857 «onderlinge duels» 18:45 uur (UTC) |         | 45' (e.d.) Rúnar Már Sigurjónsson 46' Christian Eriksen 61' Robert Skov |            | Laugardalsvöllur, Reykjavik Toeschouwers: 60 Scheidsrechter: Bojan Pandžić (SWE) |

|                                                                                    |          |                              |            |                                                                                 |
| 14 oktober UEFA Nations League Groep A2 № 858 «onderlinge duels» 19:45 uur (UTC+1) | Engeland | 0 – 1                        | Denemarken | Wembley Stadium, Londen Toeschouwers: 0 Scheidsrechter: Jesús Gil Manzano (ESP) |
| 14 oktober UEFA Nations League Groep A2 № 858 «onderlinge duels» 19:45 uur (UTC+1) |          | 35' (pen.) Christian Eriksen |            | Wembley Stadium, Londen Toeschouwers: 0 Scheidsrechter: Jesús Gil Manzano (ESP) |

|                                                                          |                                  |       |        |                                                                             |
| 11 november Vriendschappelijk № 859 «onderlinge duels» 19:30 uur (UTC+1) | Denemarken                       | 2 – 0 | Zweden | Brøndbystadion, Brøndby Toeschouwers: 141 Scheidsrechter: Espen Eskås (NOR) |
| 11 november Vriendschappelijk № 859 «onderlinge duels» 19:30 uur (UTC+1) | Jonas Wind 61' Alexander Bah 74' |       |        | Brøndbystadion, Brøndby Toeschouwers: 141 Scheidsrechter: Espen Eskås (NOR) |

|                                                                                     |                                                             |       |                       |                                                                           |
| 15 november UEFA Nations League Groep A2 № 860 «onderlinge duels» 20:45 uur (UTC+1) | Denemarken                                                  | 2 – 1 | IJsland               | Parken, Kopenhagen Toeschouwers: 0 Scheidsrechter: Halil Umut Meler (TUR) |
| 15 november UEFA Nations League Groep A2 № 860 «onderlinge duels» 20:45 uur (UTC+1) | Christian Eriksen 12' (pen.) Christian Eriksen 90+2' (pen.) |       | 85' Viðar Kjartansson | Parken, Kopenhagen Toeschouwers: 0 Scheidsrechter: Halil Umut Meler (TUR) |

|                                                                                     |                                                                            |       |                                            |                                                                                             |
| 18 november UEFA Nations League Groep A2 № 861 «onderlinge duels» 20:45 uur (UTC+1) | België                                                                     | 4 – 2 | Denemarken                                 | King Power at Den Dreef Stadion, Leuven Toeschouwers: 0 Scheidsrechter: Slavko Vinčić (SVN) |
| 18 november UEFA Nations League Groep A2 № 861 «onderlinge duels» 20:45 uur (UTC+1) | Youri Tielemans 3' Romelu Lukaku 56' Romelu Lukaku 70' Kevin De Bruyne 88' |       | 17' Jonas Wind 87' (e.d.) Thibaut Courtois | King Power at Den Dreef Stadion, Leuven Toeschouwers: 0 Scheidsrechter: Slavko Vinčić (SVN) |

### 2021
|                                                                             |        |                                       |            |                                                                                    |
| 25 maart WK-kwalificatie Groep F № 862 «onderlinge duels» 19:00 uur (UTC+2) | Israël | 0 – 2                                 | Denemarken | Bloomfieldstadion, Tel Aviv Toeschouwers: 5.000 Scheidsrechter: Craig Pawson (ENG) |
| 25 maart WK-kwalificatie Groep F № 862 «onderlinge duels» 19:00 uur (UTC+2) |        | 13' Martin Braithwaite 67' Jonas Wind |            | Bloomfieldstadion, Tel Aviv Toeschouwers: 5.000 Scheidsrechter: Craig Pawson (ENG) |

|                                                                             | |       |          |                                                                        |
| 28 maart WK-kwalificatie Groep F № 863 «onderlinge duels» 18:00 uur (UTC+2) | Denemarken | 8 – 0 | Moldavië | MCH Arena, Herning Toeschouwers: 0 Scheidsrechter: Aliyar Ağayev (AZE) |
| 28 maart WK-kwalificatie Groep F № 863 «onderlinge duels» 18:00 uur (UTC+2) | Kasper Dolberg 19' (pen.) Mikkel Damsgaard 22' Mikkel Damsgaard 29' Jens Stryger Larsen 35' Mathias Jensen 39' Kasper Dolberg 48' Robert Skov 81' Marcus Ingvartsen 89' |       |          | MCH Arena, Herning Toeschouwers: 0 Scheidsrechter: Aliyar Ağayev (AZE) |

|                                                                             |            |                                                                                          |            |                                                                                    |
| 31 maart WK-kwalificatie Groep F № 864 «onderlinge duels» 20:45 uur (UTC+2) | Oostenrijk | 0 – 4                                                                                    | Denemarken | Ernst Happelstadion, Wenen Toeschouwers: 0 Scheidsrechter: Artur Soares Dias (POR) |
| 31 maart WK-kwalificatie Groep F № 864 «onderlinge duels» 20:45 uur (UTC+2) |            | 58' Andreas Skov Olsen 63' Joakim Mæhle 67' Pierre-Emile Højbjerg 75' Andreas Skov Olsen |            | Ernst Happelstadion, Wenen Toeschouwers: 0 Scheidsrechter: Artur Soares Dias (POR) |

|                                                                     |                     |       |                    |                                                                                         |
| 2 juni Vriendschappelijk № 865 «onderlinge duels» 21:00 uur (UTC+2) | Duitsland           | 1 – 1 | Denemarken         | Tivoli Stadion Tirol, Innsbruck Toeschouwers: 0 Scheidsrechter: Julian Weinberger (AUT) |
| 2 juni Vriendschappelijk № 865 «onderlinge duels» 21:00 uur (UTC+2) | Florian Neuhaus 48' |       | 71' Yussuf Poulsen | Tivoli Stadion Tirol, Innsbruck Toeschouwers: 0 Scheidsrechter: Julian Weinberger (AUT) |

|                                                                     |                                              |       |                |                                                                                  |
| 6 juni Vriendschappelijk № 866 «onderlinge duels» 18:00 uur (UTC+2) | Denemarken                                   | 2 – 0 | Bosnië en Her. | Brøndbystadion, Brøndby Toeschouwers: 7.459 Scheidsrechter: Petri Viljanen (FIN) |
| 6 juni Vriendschappelijk № 866 «onderlinge duels» 18:00 uur (UTC+2) | Martin Braithwaite 18' Andreas Cornelius 73' |       |                | Brøndbystadion, Brøndby Toeschouwers: 7.459 Scheidsrechter: Petri Viljanen (FIN) |

| EK 2020 |
| ------- |

|                                                                         |            |         |                     | |
| 12 juni EK-eindronde Groep B № 867 «onderlinge duels» 18:00 uur (UTC+2) | Denemarken | 0 – 1   | Finland             | Parken, Kopenhagen Toeschouwers: 15.200 Scheidsrechter: Anthony Taylor (ENG) Video-assistent: Stuart Attwell (ENG) |
| 12 juni EK-eindronde Groep B № 867 «onderlinge duels» 18:00 uur (UTC+2) |            | Verslag | 60' Joel Pohjanpalo | Parken, Kopenhagen Toeschouwers: 15.200 Scheidsrechter: Anthony Taylor (ENG) Video-assistent: Stuart Attwell (ENG) |

|                                                                         |                   |         |                                        | |
| 17 juni EK-eindronde Groep B № 868 «onderlinge duels» 18:00 uur (UTC+2) | Denemarken        | 1 – 2   | België                                 | Parken, Kopenhagen Toeschouwers: 23.395 Scheidsrechter: Björn Kuipers (NED) Video-assistent: Pol van Boekel (NED) |
| 17 juni EK-eindronde Groep B № 868 «onderlinge duels» 18:00 uur (UTC+2) | Yussuf Poulsen 2' | Verslag | 55' Thorgan Hazard 70' Kevin De Bruyne | Parken, Kopenhagen Toeschouwers: 23.395 Scheidsrechter: Björn Kuipers (NED) Video-assistent: Pol van Boekel (NED) |

|                                                                         |                           |         |                                                                                  | |
| 21 juni EK-eindronde Groep B № 869 «onderlinge duels» 21:00 uur (UTC+2) | Rusland                   | 1 – 4   | Denemarken                                                                       | Parken, Kopenhagen Toeschouwers: 23.644 Scheidsrechter: Clément Turpin (FRA) Video-assistent: François Letexier (FRA) |
| 21 juni EK-eindronde Groep B № 869 «onderlinge duels» 21:00 uur (UTC+2) | Artjom Dzjoeba 70' (pen.) | Verslag | 38' Mikkel Damsgaard 59' Yussuf Poulsen 80' Andreas Christensen 82' Joakim Mæhle | Parken, Kopenhagen Toeschouwers: 23.644 Scheidsrechter: Clément Turpin (FRA) Video-assistent: François Letexier (FRA) |

|                                                                                |       |         |                                                                                 | |
| 26 juni EK-eindronde Achtste finale № 870 «onderlinge duels» 18:00 uur (UTC+2) | Wales | 0 – 4   | Denemarken                                                                      | Johan Cruijff ArenA, Amsterdam Toeschouwers: 14.645 Scheidsrechter: Daniel Siebert (GER) Video-assistent: Bastian Dankert (GER) |
| 26 juni EK-eindronde Achtste finale № 870 «onderlinge duels» 18:00 uur (UTC+2) |       | Verslag | 27' Kasper Dolberg 48' Kasper Dolberg 88' Joakim Mæhle 90+4' Martin Braithwaite | Johan Cruijff ArenA, Amsterdam Toeschouwers: 14.645 Scheidsrechter: Daniel Siebert (GER) Video-assistent: Bastian Dankert (GER) |

|                                                                            |                   |         |                                      | |
| 3 juli EK-eindronde Kwartfinale № 871 «onderlinge duels» 20:00 uur (UTC+4) | Tsjechië          | 1 – 2   | Denemarken                           | Olympisch Stadion, Bakoe Toeschouwers: 16.306 Scheidsrechter: Björn Kuipers (NED) Video-assistent: Pol van Boekel (NED) |
| 3 juli EK-eindronde Kwartfinale № 871 «onderlinge duels» 20:00 uur (UTC+4) | Patrik Schick 49' | Verslag | 5' Thomas Delaney 42' Kasper Dolberg | Olympisch Stadion, Bakoe Toeschouwers: 16.306 Scheidsrechter: Björn Kuipers (NED) Video-assistent: Pol van Boekel (NED) |

|                                                                             |                                       |              |                      | |
| 7 juli EK-eindronde Halve finale № 872 «onderlinge duels» 20:00 uur (UTC+1) | Engeland                              | 2 – 1 (n.v.) | Denemarken           | Wembley Stadium, Londen Toeschouwers: 64.950 Scheidsrechter: Danny Makkelie (NED) Video-assistent: Pol van Boekel (NED) |
| 7 juli EK-eindronde Halve finale № 872 «onderlinge duels» 20:00 uur (UTC+1) | Simon Kjær 39' (e.d.) Harry Kane 104' | Verslag      | 30' Mikkel Damsgaard | Wembley Stadium, Londen Toeschouwers: 64.950 Scheidsrechter: Danny Makkelie (NED) Video-assistent: Pol van Boekel (NED) |

|  |  |  |  |  |  |  |  |  |

|                                                                                |                                  |       |           | |
| 1 september WK-kwalificatie Groep F № 873 «onderlinge duels» 20:45 uur (UTC+2) | Denemarken                       | 2 – 0 | Schotland | Parken, Kopenhagen Toeschouwers: 34.562 Scheidsrechter: Ovidiu Haţegan (ROU) Video-assistent: Marco Di Bello (ITA) |
| 1 september WK-kwalificatie Groep F № 873 «onderlinge duels» 20:45 uur (UTC+2) | Daniel Wass 14' Joakim Mæhle 15' |       |           | Parken, Kopenhagen Toeschouwers: 34.562 Scheidsrechter: Ovidiu Haţegan (ROU) Video-assistent: Marco Di Bello (ITA) |

|                                                                                |         |                |            | |
| 4 september WK-kwalificatie Groep F № 874 «onderlinge duels» 19:45 uur (UTC+1) | Faeröer | 0 – 1          | Denemarken | Tórsvøllur, Tórshavn Toeschouwers: 4.620 Scheidsrechter: Fran Jović (CRO) Video-assistent: Mario Zebec (CRO) |
| 4 september WK-kwalificatie Groep F № 874 «onderlinge duels» 19:45 uur (UTC+1) |         | 85' Jonas Wind |            | Tórsvøllur, Tórshavn Toeschouwers: 4.620 Scheidsrechter: Fran Jović (CRO) Video-assistent: Mario Zebec (CRO) |

|                                                                                | |       |        | |
| 7 september WK-kwalificatie Groep F № 875 «onderlinge duels» 20:45 uur (UTC+2) | Denemarken                                                                                          | 5 – 0 | Israël | Parken, Kopenhagen Toeschouwers: 35.158 Scheidsrechter: Tobias Stieler (GER) Video-assistent: Sascha Stegemann (GER) |
| 7 september WK-kwalificatie Groep F № 875 «onderlinge duels» 20:45 uur (UTC+2) | Yussuf Poulsen 28' Simon Kjær 31' Andreas Skov Olsen 41' Thomas Delaney 58' Andreas Cornelius 90+1' |       |        | Parken, Kopenhagen Toeschouwers: 35.158 Scheidsrechter: Tobias Stieler (GER) Video-assistent: Sascha Stegemann (GER) |

|                                                                              |          |                                                                                      |            | |
| 9 oktober WK-kwalificatie Groep F № 876 «onderlinge duels» 21:45 uur (UTC+3) | Moldavië | 0 – 4                                                                                | Denemarken | Zimbrustadion, Chisinau Toeschouwers: 2.642 Scheidsrechter: João Pinheiro (POR) Video-assistent: Luís Godinho (POR) |
| 9 oktober WK-kwalificatie Groep F № 876 «onderlinge duels» 21:45 uur (UTC+3) |          | 23' Andreas Skov Olsen 34' (pen.) Simon Kjær 39' Christian Nørgaard 44' Joakim Mæhle |            | Zimbrustadion, Chisinau Toeschouwers: 2.642 Scheidsrechter: João Pinheiro (POR) Video-assistent: Luís Godinho (POR) |

|                                                                               |                  |       |            | |
| 12 oktober WK-kwalificatie Groep F № 877 «onderlinge duels» 20:45 uur (UTC+2) | Denemarken       | 1 – 0 | Oostenrijk | Parken, Kopenhagen Toeschouwers: 35.843 Scheidsrechter: Ivan Kružliak (SVK) Video-assistent: Paolo Valeri (ITA) |
| 12 oktober WK-kwalificatie Groep F № 877 «onderlinge duels» 20:45 uur (UTC+2) | Joakim Mæhle 53' |       |            | Parken, Kopenhagen Toeschouwers: 35.843 Scheidsrechter: Ivan Kružliak (SVK) Video-assistent: Paolo Valeri (ITA) |

|                                                                                |                                                                  |       |                   | |
| 12 november WK-kwalificatie Groep F № 878 «onderlinge duels» 20:45 uur (UTC+1) | Denemarken                                                       | 3 – 1 | Faeröer           | Parken, Kopenhagen Toeschouwers: 35.531 Scheidsrechter: Radu Petrescu (ROU) Video-assistent: Fabio Maresca (ITA) |
| 12 november WK-kwalificatie Groep F № 878 «onderlinge duels» 20:45 uur (UTC+1) | Andreas Skov Olsen 18' Jacob Bruun Larsen 63' Joakim Mæhle 90+3' |       | 89' Klæmint Olsen | Parken, Kopenhagen Toeschouwers: 35.531 Scheidsrechter: Radu Petrescu (ROU) Video-assistent: Fabio Maresca (ITA) |

|                                                                              |                                |       |            | |
| 15 november WK-kwalificatie Groep F № 879 «onderlinge duels» 19:45 uur (UTC) | Schotland                      | 2 – 0 | Denemarken | Hampden Park, Glasgow Toeschouwers: 49.527 Scheidsrechter: Alejandro Hernández (ESP) Video-assistent: Juan Martínez Munuera (ESP) |
| 15 november WK-kwalificatie Groep F № 879 «onderlinge duels» 19:45 uur (UTC) | John Souttar 35' Che Adams 86' |       |            | Hampden Park, Glasgow Toeschouwers: 49.527 Scheidsrechter: Alejandro Hernández (ESP) Video-assistent: Juan Martínez Munuera (ESP) |

### 2022
|                                                                       |                                                                                 |       |                                              | |
| 26 maart Vriendschappelijk № 880 «onderlinge duels» 20:45 uur (UTC+1) | Nederland                                                                       | 4 – 2 | Denemarken                                   | Johan Cruijff ArenA, Amsterdam Toeschouwers: 39.440 Scheidsrechter: Lawrence Visser (BEL) Video-assistent: Erik Lambrechts (BEL) |
| 26 maart Vriendschappelijk № 880 «onderlinge duels» 20:45 uur (UTC+1) | Steven Bergwijn 16' Nathan Aké 29' Memphis Depay 38' (pen.) Steven Bergwijn 71' |       | 20' Jannik Vestergaard 48' Christian Eriksen | Johan Cruijff ArenA, Amsterdam Toeschouwers: 39.440 Scheidsrechter: Lawrence Visser (BEL) Video-assistent: Erik Lambrechts (BEL) |

|                                                                       |                                                             |       |        | |
| 29 maart Vriendschappelijk № 881 «onderlinge duels» 18:00 uur (UTC+2) | Denemarken                                                  | 3 – 0 | Servië | Parken, Kopenhagen Toeschouwers: 35.010 Scheidsrechter: Felix Zwayer (GER) Video-assistent: Harm Osmers (GER) |
| 29 maart Vriendschappelijk № 881 «onderlinge duels» 18:00 uur (UTC+2) | Joakim Mæhle 15' Jesper Lindstrøm 53' Christian Eriksen 57' |       |        | Parken, Kopenhagen Toeschouwers: 35.010 Scheidsrechter: Felix Zwayer (GER) Video-assistent: Harm Osmers (GER) |

|                                                                                |                   |       |                                             | |
| 3 juni UEFA Nations League Groep A1 № 882 «onderlinge duels» 20:45 uur (UTC+2) | Frankrijk         | 1 – 2 | Denemarken                                  | Stade de France, Saint-Denis Toeschouwers: 75.833 Scheidsrechter: Felix Zwayer (GER) Video-assistent: Christian Dingert (GER) |
| 3 juni UEFA Nations League Groep A1 № 882 «onderlinge duels» 20:45 uur (UTC+2) | Karim Benzema 51' |       | 68' Andreas Cornelius 89' Andreas Cornelius | Stade de France, Saint-Denis Toeschouwers: 75.833 Scheidsrechter: Felix Zwayer (GER) Video-assistent: Christian Dingert (GER) |

|                                                                                |                    |       |                                                   | |
| 6 juni UEFA Nations League Groep A1 № 883 «onderlinge duels» 22:15 uur (UTC+2) | Oostenrijk         | 1 – 2 | Denemarken                                        | Ernst Happelstadion, Wenen Toeschouwers: 18.700 Scheidsrechter: William Collum (SCO) Video-assistent: Kevin Blom (NED) |
| 6 juni UEFA Nations League Groep A1 № 883 «onderlinge duels» 22:15 uur (UTC+2) | Xaver Schlager 67' |       | 28' Pierre-Emile Højbjerg 84' Jens Stryger Larsen | Ernst Happelstadion, Wenen Toeschouwers: 18.700 Scheidsrechter: William Collum (SCO) Video-assistent: Kevin Blom (NED) |

|                                                                                 |            |                   |         | |
| 10 juni UEFA Nations League Groep A1 № 884 «onderlinge duels» 20:45 uur (UTC+2) | Denemarken | 0 – 1             | Kroatië | Parken, Kopenhagen Toeschouwers: 35.862 Scheidsrechter: Bartosz Frankowski (POL) Video-assistent: Paweł Raczkowski (POL) |
| 10 juni UEFA Nations League Groep A1 № 884 «onderlinge duels» 20:45 uur (UTC+2) |            | 70' Mario Pašalić |         | Parken, Kopenhagen Toeschouwers: 35.862 Scheidsrechter: Bartosz Frankowski (POL) Video-assistent: Paweł Raczkowski (POL) |

|                                                                                 |                                       |       |            | |
| 13 juni UEFA Nations League Groep A1 № 885 «onderlinge duels» 20:45 uur (UTC+2) | Denemarken                            | 2 – 0 | Oostenrijk | Parken, Kopenhagen Toeschouwers: 35.230 Scheidsrechter: Alejandro Hernández (ESP) Video-assistent: Guillermo Cuadra Fernández (ESP) |
| 13 juni UEFA Nations League Groep A1 № 885 «onderlinge duels» 20:45 uur (UTC+2) | Jonas Wind 21' Andreas Skov Olsen 37' |       |            | Parken, Kopenhagen Toeschouwers: 35.230 Scheidsrechter: Alejandro Hernández (ESP) Video-assistent: Guillermo Cuadra Fernández (ESP) |

|                                                                                      |                                |       |                       | |
| 22 september UEFA Nations League Groep A1 № 886 «onderlinge duels» 20:45 uur (UTC+2) | Kroatië                        | 2 – 1 | Denemarken            | Maksimirstadion, Zagreb Toeschouwers: 22.715 Scheidsrechter: Davide Massa (ITA) Video-assistent: Marco Di Bello (ITA) |
| 22 september UEFA Nations League Groep A1 № 886 «onderlinge duels» 20:45 uur (UTC+2) | Borna Sosa 49' Lovro Majer 79' |       | 77' Christian Eriksen | Maksimirstadion, Zagreb Toeschouwers: 22.715 Scheidsrechter: Davide Massa (ITA) Video-assistent: Marco Di Bello (ITA) |

|                                                                                      |                                           |       |           | |
| 25 september UEFA Nations League Groep A1 № 887 «onderlinge duels» 20:45 uur (UTC+2) | Denemarken                                | 2 – 0 | Frankrijk | Parken, Kopenhagen Toeschouwers: 36.064 Scheidsrechter: István Kovács (ROU) Video-assistent: Christian Dingert (GER) |
| 25 september UEFA Nations League Groep A1 № 887 «onderlinge duels» 20:45 uur (UTC+2) | Kasper Dolberg 34' Andreas Skov Olsen 39' |       |           | Parken, Kopenhagen Toeschouwers: 36.064 Scheidsrechter: István Kovács (ROU) Video-assistent: Christian Dingert (GER) |

| Wereldkampioenschap voetbal 2022 |
| -------------------------------- |

|                                                                        |            |       |         | |
| 22 november WK 2022 Groep D № 888 «onderlinge duels» 16:00 uur (UTC+3) | Denemarken | 0 – 0 | Tunesië | Education Citystadion, Ar Rayyan Toeschouwers: 42.925 Scheidsrechter: César Arturo Ramos (MEX) Video-assistent: Fernando Guerrero (MEX) |
| 22 november WK 2022 Groep D № 888 «onderlinge duels» 16:00 uur (UTC+3) | Verslag    |       |         | Education Citystadion, Ar Rayyan Toeschouwers: 42.925 Scheidsrechter: César Arturo Ramos (MEX) Video-assistent: Fernando Guerrero (MEX) |

|                                                                        |                                     |         |                         | |
| 26 november WK 2022 Groep D № 889 «onderlinge duels» 19:00 uur (UTC+3) | Frankrijk                           | 2 – 1   | Denemarken              | Stadion 974, Doha Toeschouwers: 42.860 Scheidsrechter: Szymon Marciniak (POL) Video-assistent: Tomasz Kwiatkowski (POL) |
| 26 november WK 2022 Groep D № 889 «onderlinge duels» 19:00 uur (UTC+3) | Kylian Mbappé 61' Kylian Mbappé 86' | Verslag | 68' Andreas Christensen | Stadion 974, Doha Toeschouwers: 42.860 Scheidsrechter: Szymon Marciniak (POL) Video-assistent: Tomasz Kwiatkowski (POL) |

|                                                                        |                   |         |            | |
| 30 november WK 2022 Groep D № 890 «onderlinge duels» 18:00 uur (UTC+3) | Australië         | 1 – 0   | Denemarken | Al Janoubstadion, Al Wakrah Toeschouwers: 41.232 Scheidsrechter: Mustapha Ghorbal (ALG) Video-assistent: Mauro Vigliano (ARG) |
| 30 november WK 2022 Groep D № 890 «onderlinge duels» 18:00 uur (UTC+3) | Mathew Leckie 60' | Verslag |            | Al Janoubstadion, Al Wakrah Toeschouwers: 41.232 Scheidsrechter: Mustapha Ghorbal (ALG) Video-assistent: Mauro Vigliano (ARG) |

|  |  |  |  |  |  |  |  |  |

### 2023
|                                                                             |                                                            |       |                   | |
| 23 maart EK-kwalificatie Groep H № 891 «onderlinge duels» 20:45 uur (UTC+1) | Denemarken                                                 | 3 – 1 | Finland           | Parken, Kopenhagen Toeschouwers: 35.851 Scheidsrechter: Daniel Siebert (GER) Video-assistent: Bastian Dankert (GER) |
| 23 maart EK-kwalificatie Groep H № 891 «onderlinge duels» 20:45 uur (UTC+1) | Rasmus Højlund 21' Rasmus Højlund 82' Rasmus Højlund 90+3' |       | 53' Oliver Antman | Parken, Kopenhagen Toeschouwers: 35.851 Scheidsrechter: Daniel Siebert (GER) Video-assistent: Bastian Dankert (GER) |

|                                                                             |                                                                          |       |                                       | |
| 26 maart EK-kwalificatie Groep H № 892 «onderlinge duels» 19:00 uur (UTC+6) | Kazachstan                                                               | 3 – 2 | Denemarken                            | Astana Arena, Astana Toeschouwers: 28.697 Scheidsrechter: Novak Simović (SRB) Video-assistent: Momčilo Marković (SRB) |
| 26 maart EK-kwalificatie Groep H № 892 «onderlinge duels» 19:00 uur (UTC+6) | Baktijar Zainoetdinov 73' (pen.) Aschat Tagybergen 86' Abat Ajmbetov 89' |       | 21' Rasmus Højlund 36' Rasmus Højlund | Astana Arena, Astana Toeschouwers: 28.697 Scheidsrechter: Novak Simović (SRB) Video-assistent: Momčilo Marković (SRB) |

|                                                                            |                |       |               | |
| 16 juni EK-kwalificatie Groep H № 893 «onderlinge duels» 20:45 uur (UTC+2) | Denemarken     | 1 – 0 | Noord-Ierland | Parken, Kopenhagen Toeschouwers: 35.701 Scheidsrechter: Daniel Stefański (POL) Video-assistent: Tomasz Kwiatkowski (POL) |
| 16 juni EK-kwalificatie Groep H № 893 «onderlinge duels» 20:45 uur (UTC+2) | Jonas Wind 47' |       |               | Parken, Kopenhagen Toeschouwers: 35.701 Scheidsrechter: Daniel Stefański (POL) Video-assistent: Tomasz Kwiatkowski (POL) |

|                                                                            |                   |       |                    | |
| 19 juni EK-kwalificatie Groep H № 894 «onderlinge duels» 20:45 uur (UTC+2) | Slovenië          | 1 – 1 | Denemarken         | Stožicestadion, Ljubljana Toeschouwers: 14.382 Scheidsrechter: François Letexier (FRA) Video-assistent: Jérôme Brisard (FRA) |
| 19 juni EK-kwalificatie Groep H № 894 «onderlinge duels» 20:45 uur (UTC+2) | Andraž Šporar 25' |       | 42' Rasmus Højlund | Stožicestadion, Ljubljana Toeschouwers: 14.382 Scheidsrechter: François Letexier (FRA) Video-assistent: Jérôme Brisard (FRA) |

|                                                                                |                                                                                   |       |            | |
| 7 september EK-kwalificatie Groep H № 895 «onderlinge duels» 20:45 uur (UTC+2) | Denemarken                                                                        | 4 – 0 | San Marino | Parken, Kopenhagen Toeschouwers: 36.262 Scheidsrechter: Vitālijs Spasjoņņikovs (LVA) Video-assistent: Andris Treimanis (LVA) |
| 7 september EK-kwalificatie Groep H № 895 «onderlinge duels» 20:45 uur (UTC+2) | Pierre-Emile Højbjerg 26' Joakim Mæhle 28' Jonas Wind 40' Christian Eriksen 90+3' |       |            | Parken, Kopenhagen Toeschouwers: 36.262 Scheidsrechter: Vitālijs Spasjoņņikovs (LVA) Video-assistent: Andris Treimanis (LVA) |

|                                                                                 |         |                           |            | |
| 10 september EK-kwalificatie Groep H № 896 «onderlinge duels» 19:00 uur (UTC+3) | Finland | 0 – 1                     | Denemarken | Olympisch Stadion, Helsinki Toeschouwers: 32.571 Scheidsrechter: Szymon Marciniak (POL) Video-assistent: Tomasz Kwiatkowski (POL) |
| 10 september EK-kwalificatie Groep H № 896 «onderlinge duels» 19:00 uur (UTC+3) |         | 86' Pierre-Emile Højbjerg |            | Olympisch Stadion, Helsinki Toeschouwers: 32.571 Scheidsrechter: Szymon Marciniak (POL) Video-assistent: Tomasz Kwiatkowski (POL) |

|                                                                               |                                                  |       |                     | |
| 14 oktober EK-kwalificatie Groep H № 897 «onderlinge duels» 20:45 uur (UTC+2) | Denemarken                                       | 3 – 1 | Kazachstan          | Parken, Kopenhagen Toeschouwers: 35.845 Scheidsrechter: Michael Oliver (ENG) Video-assistent: Stuart Attwell (ENG) |
| 14 oktober EK-kwalificatie Groep H № 897 «onderlinge duels» 20:45 uur (UTC+2) | Jonas Wind 36' Robert Skov 45+2' Robert Skov 48' |       | 58' Jan Vorogovskij | Parken, Kopenhagen Toeschouwers: 35.845 Scheidsrechter: Michael Oliver (ENG) Video-assistent: Stuart Attwell (ENG) |

|                                                                               |                          |       |                                       | |
| 17 oktober EK-kwalificatie Groep H № 898 «onderlinge duels» 20:45 uur (UTC+2) | San Marino               | 1 – 2 | Denemarken                            | Stadio Olimpico, Serravalle Toeschouwers: 2.984 Scheidsrechter: Viktor Kopiievsky (UKR) Video-assistent: Fedayi San (SUI) |
| 17 oktober EK-kwalificatie Groep H № 898 «onderlinge duels» 20:45 uur (UTC+2) | Alessandro Golinucci 61' |       | 42' Rasmus Højlund 70' Yussuf Poulsen | Stadio Olimpico, Serravalle Toeschouwers: 2.984 Scheidsrechter: Viktor Kopiievsky (UKR) Video-assistent: Fedayi San (SUI) |

|                                                                                |                                     |       |                | |
| 17 november EK-kwalificatie Groep H № 899 «onderlinge duels» 20:45 uur (UTC+1) | Denemarken                          | 2 – 1 | Slovenië       | Parken, Kopenhagen Toeschouwers: 35.608 Scheidsrechter: José María Sánchez Martínez (ESP) Video-assistent: Alejandro Hernández (ESP) |
| 17 november EK-kwalificatie Groep H № 899 «onderlinge duels» 20:45 uur (UTC+1) | Joakim Mæhle 26' Thomas Delaney 54' |       | 30' Erik Janža | Parken, Kopenhagen Toeschouwers: 35.608 Scheidsrechter: José María Sánchez Martínez (ESP) Video-assistent: Alejandro Hernández (ESP) |

|                                                                              |                                  |       |            | |
| 20 november EK-kwalificatie Groep H № 900 «onderlinge duels» 19:45 uur (UTC) | Noord-Ierland                    | 2 – 0 | Denemarken | Windsor Park, Belfast Toeschouwers: 17.366 Scheidsrechter: Jérôme Brisard (FRA) Video-assistent: Éric Wattellier (FRA) |
| 20 november EK-kwalificatie Groep H № 900 «onderlinge duels» 19:45 uur (UTC) | Isaac Price 60' Dion Charles 81' |       |            | Windsor Park, Belfast Toeschouwers: 17.366 Scheidsrechter: Jérôme Brisard (FRA) Video-assistent: Éric Wattellier (FRA) |

### 2024
|                                                                       |            |       |             | |
| 23 maart Vriendschappelijk № 901 «onderlinge duels» 20:00 uur (UTC+1) | Denemarken | 0 – 0 | Zwitserland | Parken, Kopenhagen Toeschouwers: 30.731 Scheidsrechter: Allard Lindhout (NED) Video-assistent: Jeroen Manschot (NED) |
| 23 maart Vriendschappelijk № 901 «onderlinge duels» 20:00 uur (UTC+1) |            |       |             | Parken, Kopenhagen Toeschouwers: 30.731 Scheidsrechter: Allard Lindhout (NED) Video-assistent: Jeroen Manschot (NED) |

|                                                                       |                                             |       |         | |
| 26 maart Vriendschappelijk № 902 «onderlinge duels» 20:15 uur (UTC+1) | Denemarken                                  | 2 – 0 | Faeröer | Brøndbystadion, Brøndby Toeschouwers: 17.332 Scheidsrechter: Philip Farrugia (MLT) Video-assistent: Sascha Stegemann (GER) |
| 26 maart Vriendschappelijk № 902 «onderlinge duels» 20:15 uur (UTC+1) | Pierre-Emile Højbjerg 8' Mohamed Daramy 52' |       |         | Brøndbystadion, Brøndby Toeschouwers: 17.332 Scheidsrechter: Philip Farrugia (MLT) Video-assistent: Sascha Stegemann (GER) |

|                                                                     |                                                |       |                   | |
| 5 juni Vriendschappelijk № 903 «onderlinge duels» 19:00 uur (UTC+2) | Denemarken                                     | 2 – 1 | Zweden            | Parken, Kopenhagen Toeschouwers: 35.522 Scheidsrechter: Kristoffer Hagenes (NOR) Video-assistent: Jarred Gillett (ENG) |
| 5 juni Vriendschappelijk № 903 «onderlinge duels» 19:00 uur (UTC+2) | Pierre-Emile Højbjerg 2' Christian Eriksen 86' |       | 9' Alexander Isak | Parken, Kopenhagen Toeschouwers: 35.522 Scheidsrechter: Kristoffer Hagenes (NOR) Video-assistent: Jarred Gillett (ENG) |

|                                                                     |                                                                     |       |                          | |
| 8 juni Vriendschappelijk № 904 «onderlinge duels» 19:30 uur (UTC+2) | Denemarken                                                          | 3 – 1 | Noorwegen                | Brøndbystadion, Brøndby Toeschouwers: 23.390 Scheidsrechter: Stéphanie Frappart (FRA) Video-assistent: Benoît Millot (FRA) |
| 8 juni Vriendschappelijk № 904 «onderlinge duels» 19:30 uur (UTC+2) | Pierre-Emile Højbjerg 12' Jannik Vestergaard 21' Yussuf Poulsen 90' |       | 72' Erling Braut Haaland | Brøndbystadion, Brøndby Toeschouwers: 23.390 Scheidsrechter: Stéphanie Frappart (FRA) Video-assistent: Benoît Millot (FRA) |

| EK 2024 |
| ------- |

|                                                                         |                |       |                       | |
| 16 juni EK-eindronde Groep C № 905 «onderlinge duels» 18:00 uur (UTC+2) | Slovenië       | 1 – 1 | Denemarken            | MHPArena, Stuttgart Toeschouwers: 54.000 Scheidsrechter: Sandro Schärer (SUI) Video-assistent: Fedayi San (SUI) |
| 16 juni EK-eindronde Groep C № 905 «onderlinge duels» 18:00 uur (UTC+2) | Erik Janža 77' |       | 17' Christian Eriksen | MHPArena, Stuttgart Toeschouwers: 54.000 Scheidsrechter: Sandro Schärer (SUI) Video-assistent: Fedayi San (SUI) |

|                                                                         |                     |       |                | |
| 20 juni EK-eindronde Groep C № 906 «onderlinge duels» 18:00 uur (UTC+2) | Denemarken          | 1 – 1 | Engeland       | Deutsche Bank Park, Frankfurt am Main Toeschouwers: 46.177 Scheidsrechter: Artur Soares Dias (POR) Video-assistent: Tiago Martins (POR) |
| 20 juni EK-eindronde Groep C № 906 «onderlinge duels» 18:00 uur (UTC+2) | Morten Hjulmand 34' |       | 18' Harry Kane | Deutsche Bank Park, Frankfurt am Main Toeschouwers: 46.177 Scheidsrechter: Artur Soares Dias (POR) Video-assistent: Tiago Martins (POR) |

|                                                                         |            |       |        | |
| 25 juni EK-eindronde Groep C № 907 «onderlinge duels» 21:00 uur (UTC+2) | Denemarken | 0 – 0 | Servië | Allianz Arena, München Toeschouwers: 64.288 Scheidsrechter: François Letexier (FRA) Video-assistent: Bastian Dankert (GER) |
| 25 juni EK-eindronde Groep C № 907 «onderlinge duels» 21:00 uur (UTC+2) |            |       |        | Allianz Arena, München Toeschouwers: 64.288 Scheidsrechter: François Letexier (FRA) Video-assistent: Bastian Dankert (GER) |

|                                                                                |                                          |       |            | |
| 29 juni EK-eindronde Achtste finale № 908 «onderlinge duels» 21:00 uur (UTC+2) | Duitsland                                | 2 – 0 | Denemarken | Signal Iduna Park, Dortmund Toeschouwers: 61.612 Scheidsrechter: Michael Oliver (ENG) Video-assistent: Stuart Attwell (ENG) |
| 29 juni EK-eindronde Achtste finale № 908 «onderlinge duels» 21:00 uur (UTC+2) | Kai Havertz 53' (pen.) Jamal Musiala 68' |       |            | Signal Iduna Park, Dortmund Toeschouwers: 61.612 Scheidsrechter: Michael Oliver (ENG) Video-assistent: Stuart Attwell (ENG) |

|  |  |  |  |  |  |  |  |  |

|                                                                                     |                                               |       |             | |
| 5 september UEFA Nations League Groep A4 № 909 «onderlinge duels» 20:45 uur (UTC+2) | Denemarken                                    | 2 – 0 | Zwitserland | Parken, Kopenhagen Toeschouwers: 26.024 Scheidsrechter: Daniel Siebert (GER) Video-assistent: Christian Dingert (GER) |
| 5 september UEFA Nations League Groep A4 № 909 «onderlinge duels» 20:45 uur (UTC+2) | Patrick Dorgu 82' Pierre-Emile Højbjerg 90+2' |       |             | Parken, Kopenhagen Toeschouwers: 26.024 Scheidsrechter: Daniel Siebert (GER) Video-assistent: Christian Dingert (GER) |

|                                                                                     |                                       |       |        | |
| 8 september UEFA Nations League Groep A4 № 910 «onderlinge duels» 18:00 uur (UTC+2) | Denemarken                            | 2 – 0 | Servië | Parken, Kopenhagen Toeschouwers: 34.902 Scheidsrechter: Chris Kavanagh (ENG) Video-assistent: Darren England (ENG) |
| 8 september UEFA Nations League Groep A4 № 910 «onderlinge duels» 18:00 uur (UTC+2) | Albert Grønbæk 36' Yussuf Poulsen 61' |       |        | Parken, Kopenhagen Toeschouwers: 34.902 Scheidsrechter: Chris Kavanagh (ENG) Video-assistent: Darren England (ENG) |

|                                                                                    |                      |       |            | |
| 12 oktober UEFA Nations League Groep A4 № 911 «onderlinge duels» 20:45 uur (UTC+2) | Spanje               | 1 – 0 | Denemarken | Estadio Nueva Condomina, Murcia Toeschouwers: 29.870 Scheidsrechter: Ivan Kružliak (SVK) Video-assistent: Michal Očenáš (SVK) |
| 12 oktober UEFA Nations League Groep A4 № 911 «onderlinge duels» 20:45 uur (UTC+2) | Martín Zubimendi 79' |       |            | Estadio Nueva Condomina, Murcia Toeschouwers: 29.870 Scheidsrechter: Ivan Kružliak (SVK) Video-assistent: Michal Očenáš (SVK) |

|                                                                                    |                                            |       |                                          | |
| 15 oktober UEFA Nations League Groep A4 № 912 «onderlinge duels» 20:45 uur (UTC+2) | Zwitserland                                | 2 – 2 | Denemarken                               | Kybunpark, Sankt Gallen Toeschouwers: 16.182 Scheidsrechter: Halil Umut Meler (TUR) Video-assistent: Gianluca Aureliano (ITA) |
| 15 oktober UEFA Nations League Groep A4 № 912 «onderlinge duels» 20:45 uur (UTC+2) | Remo Freuler 26' Zeki Amdouni 45+1' (pen.) |       | 27' Gustav Isaksen 69' Christian Eriksen | Kybunpark, Sankt Gallen Toeschouwers: 16.182 Scheidsrechter: Halil Umut Meler (TUR) Video-assistent: Gianluca Aureliano (ITA) |

|                                                                                     |                    |       |                                     | |
| 15 november UEFA Nations League Groep A4 № 913 «onderlinge duels» 20:45 uur (UTC+1) | Denemarken         | 1 – 2 | Spanje                              | Parken, Kopenhagen Toeschouwers: 36.985 Scheidsrechter: Rade Obrenovič (SVN) Video-assistent: Matej Jug (SVN) |
| 15 november UEFA Nations League Groep A4 № 913 «onderlinge duels» 20:45 uur (UTC+1) | Gustav Isaksen 84' |       | 15' Mikel Oyarzabal 58' Ayoze Pérez | Parken, Kopenhagen Toeschouwers: 36.985 Scheidsrechter: Rade Obrenovič (SVN) Video-assistent: Matej Jug (SVN) |

|                                                                                     |        |       |            | |
| 18 november UEFA Nations League Groep A4 № 914 «onderlinge duels» 20:45 uur (UTC+1) | Servië | 0 – 0 | Denemarken | Dubočicastadion, Leskovac Toeschouwers: 7.295 Scheidsrechter: Felix Zwayer (GER) Video-assistent: Sascha Stegemann (GER) |
| 18 november UEFA Nations League Groep A4 № 914 «onderlinge duels» 20:45 uur (UTC+1) |        |       |            | Dubočicastadion, Leskovac Toeschouwers: 7.295 Scheidsrechter: Felix Zwayer (GER) Video-assistent: Sascha Stegemann (GER) |

### 2025
|                                                                                     |                    |       |          | |
| 20 maart UEFA Nations League Kwartfinale № 915 «onderlinge duels» 20:45 uur (UTC+1) | Denemarken         | 1 – 0 | Portugal | Parken, Kopenhagen Toeschouwers: 36.322 Scheidsrechter: Irfan Peljto (BIH) Video-assistent: Pol van Boekel (NED) |
| 20 maart UEFA Nations League Kwartfinale № 915 «onderlinge duels» 20:45 uur (UTC+1) | Rasmus Højlund 78' |       |          | Parken, Kopenhagen Toeschouwers: 36.322 Scheidsrechter: Irfan Peljto (BIH) Video-assistent: Pol van Boekel (NED) |

|                                                                                   | |              |                                             | |
| 23 maart UEFA Nations League Kwartfinale № 916 «onderlinge duels» 19:45 uur (UTC) | Portugal | 5 – 2 (n.v.) | Denemarken                                  | Estádio José Alvalade, Lissabon Toeschouwers: 47.123 Scheidsrechter: Slavko Vinčić (SVN) Video-assistent: Alen Borošak (SVN) |
| 23 maart UEFA Nations League Kwartfinale № 916 «onderlinge duels» 19:45 uur (UTC) | Joachim Andersen 38' (e.d.) Cristiano Ronaldo 72' Francisco Trincão 86' Francisco Trincão 91' Gonçalo Ramos 115' |              | 56' Rasmus Kristensen 76' Christian Eriksen | Estádio José Alvalade, Lissabon Toeschouwers: 47.123 Scheidsrechter: Slavko Vinčić (SVN) Video-assistent: Alen Borošak (SVN) |

|                                                                     |                                            |       |                                 | |
| 7 juni Vriendschappelijk № 917 «onderlinge duels» 19:00 uur (UTC+2) | Denemarken                                 | 2 – 1 | Noord-Ierland                   | Parken, Kopenhagen Toeschouwers: 29.981 Scheidsrechter: Menelaos Antoniou (CYP) Video-assistent: Dimitris Solomou (CYP) |
| 7 juni Vriendschappelijk № 917 «onderlinge duels» 19:00 uur (UTC+2) | Gustav Isaksen 45+2' Christian Eriksen 67' |       | 6' (e.d.) Pierre-Emile Højbjerg | Parken, Kopenhagen Toeschouwers: 29.981 Scheidsrechter: Menelaos Antoniou (CYP) Video-assistent: Dimitris Solomou (CYP) |

|                                                                      |                                                                                                   |       |          | |
| 10 juni Vriendschappelijk № 918 «onderlinge duels» 19:00 uur (UTC+2) | Denemarken                                                                                        | 5 – 0 | Litouwen | Odensestadion, Odense Toeschouwers: 13.087 Scheidsrechter: Rohit Saggi (NOR) Video-assistent: Kristoffer Hagenes (NOR) |
| 10 juni Vriendschappelijk № 918 «onderlinge duels» 19:00 uur (UTC+2) | Mika Biereth 12' Christian Eriksen 18' Kasper Dolberg 23' Rasmus Kristensen 48' Anders Dreyer 62' |       |          | Odensestadion, Odense Toeschouwers: 13.087 Scheidsrechter: Rohit Saggi (NOR) Video-assistent: Kristoffer Hagenes (NOR) |

|                                                                                |            |   |           |                                                                |
| 5 september WK-kwalificatie Groep C № 919 «onderlinge duels» 20:45 uur (UTC+2) | Denemarken | – | Schotland | Parken, Kopenhagen Toeschouwers: n.n.b. Scheidsrechter: n.n.b. |
| 5 september WK-kwalificatie Groep C № 919 «onderlinge duels» 20:45 uur (UTC+2) |            |   |           | Parken, Kopenhagen Toeschouwers: n.n.b. Scheidsrechter: n.n.b. |

|                                                                                |             |   |            |                                                                                  |
| 8 september WK-kwalificatie Groep C № 920 «onderlinge duels» 21:45 uur (UTC+3) | Griekenland | – | Denemarken | Georgios Karaiskákisstadion, Piraeus Toeschouwers: n.n.b. Scheidsrechter: n.n.b. |
| 8 september WK-kwalificatie Groep C № 920 «onderlinge duels» 21:45 uur (UTC+3) |             |   |            | Georgios Karaiskákisstadion, Piraeus Toeschouwers: n.n.b. Scheidsrechter: n.n.b. |

|                                                                              |             |   |            |                                                                            |
| 9 oktober WK-kwalificatie Groep C № 921 «onderlinge duels» 20:45 uur (UTC+2) | Wit-Rusland | – | Denemarken | ZTE Arena, Zalaegerszeg (Hongarije) Toeschouwers: 0 Scheidsrechter: n.n.b. |
| 9 oktober WK-kwalificatie Groep C № 921 «onderlinge duels» 20:45 uur (UTC+2) |             |   |            | ZTE Arena, Zalaegerszeg (Hongarije) Toeschouwers: 0 Scheidsrechter: n.n.b. |

|                                                                               |            |   |             |                                                                |
| 12 oktober WK-kwalificatie Groep C № 922 «onderlinge duels» 20:45 uur (UTC+2) | Denemarken | – | Griekenland | Parken, Kopenhagen Toeschouwers: n.n.b. Scheidsrechter: n.n.b. |
| 12 oktober WK-kwalificatie Groep C № 922 «onderlinge duels» 20:45 uur (UTC+2) |            |   |             | Parken, Kopenhagen Toeschouwers: n.n.b. Scheidsrechter: n.n.b. |

|                                                                                |            |   |             |                                                                |
| 15 november WK-kwalificatie Groep C № 923 «onderlinge duels» 20:45 uur (UTC+1) | Denemarken | – | Wit-Rusland | Parken, Kopenhagen Toeschouwers: n.n.b. Scheidsrechter: n.n.b. |
| 15 november WK-kwalificatie Groep C № 923 «onderlinge duels» 20:45 uur (UTC+1) |            |   |             | Parken, Kopenhagen Toeschouwers: n.n.b. Scheidsrechter: n.n.b. |

|                                                                              |           |   |            |                                                                   |
| 18 november WK-kwalificatie Groep C № 924 «onderlinge duels» 19:45 uur (UTC) | Schotland | – | Denemarken | Hampden Park, Glasgow Toeschouwers: n.n.b. Scheidsrechter: n.n.b. |
| 18 november WK-kwalificatie Groep C № 924 «onderlinge duels» 19:45 uur (UTC) |           |   |            | Hampden Park, Glasgow Toeschouwers: n.n.b. Scheidsrechter: n.n.b. |

DBU · A-internationals · Selecties · Bondscoaches · Deens vrouwenelftal · Olympisch elftal · Denemarken U21 · Denemarken U20 · Denemarken U19 · Denemarken U18 · Denemarken U17 · Denemarken U16 · Vrouwen U17
1908 – 1919 ·
1920 – 1929 ·
1930 – 1939 ·
1940 – 1949 ·
1950 – 1959 ·
1960 – 1969 ·
1970 – 1979 ·
1980 – 1989 ·
1990 – 1999 ·
2000 – 2009 ·
2010 – 2019 ·
2020 − 2029
EK's: 1964 · 
1984 · 
1988 · 
1992 · 
1996 · 
2000 · 
2004 · 
2012 · 
2020 · 
2024
WK's: 1986 · 
1998 · 
2002 · 
2010 · 
2018 · 
2022
OS: 1908 · 
1912 · 
1920 · 
1948 · 
1952 · 
1960 · 
1972 · 
1992 · 
2016
1908 · 
1909 · 
1910 · 
1911 · 
1912 · 
1913 · 
1914 · 
1915 · 
1916 · 
1917 · 
1918 · 
1919 · 
1920 · 
1921 · 
1922 · 
1923 · 
1924 · 
1925 · 
1926 · 
1927 · 
1928 · 
1929 · 
1930 · 
1931 · 
1932 · 
1933 · 
1934 · 
1935 · 
1936 · 
1937 · 
1938 · 
1939 · 
1940 · 
1941 · 
1942 · 
1943 · 
1944 · 
1946 · 
1947 · 
1948 · 
1949 · 
1950 · 
1952 · 
1952 · 
1953 · 
1954 · 
1955 · 
1956 · 
1957 · 
1958 · 
1959 · 
1960 · 
1961 · 
1962 · 
1963 · 
1964 · 
1965 · 
1966 · 
1967 · 
1968 · 
1969 · 
1970 · 
1971 · 
1972 · 
1973 · 
1974 · 
1975 · 
1976 · 
1977 · 
1978 · 
1979 · 
1980 · 
1981 · 
1982 · 
1983 · 
1984 · 
1985 · 
1986 · 
1987 · 
1988 · 
1989 · 
1990 ·
1991 · 
1992 · 
1993 · 
1994 · 
1995 · 
1996 · 
1997 · 
1998 · 
1999 · 
2000 · 
2001 · 
2002 · 
2003 · 
2004 · 
2005 · 
2006 · 
2007 · 
2008 · 
2009 · 
2010 · 
2011 · 
2012 · 
2013 · 
2014 · 
2015 · 
2016 · 
2017 · 
2018 ·
2019 ·
2020 ·
2021 ·
2022 ·
2023
Albanië ·
Algerije ·
Argentinië ·
Armenië ·
Australië ·
België ·
Bermuda ·
Bosnië en Herzegovina · 
Brazilië ·
Bulgarije ·
Canada ·
Chili ·
Cyprus ·
DDR ·
Duitsland ·
Ecuador ·
Egypte ·
Engeland ·
Estland ·
Faeröer · 
Finland · 
Frankrijk ·
Gambia ·
Georgië ·
Ghana ·
Gibraltar ·
GOS ·
Griekenland ·
Honduras ·
Hongarije ·
Hongkong ·
Ierland ·
IJsland ·
Indonesië ·
Iran ·
Israël ·
Italië ·
Japan ·
Joegoslavië ·
Kameroen ·
Kazachstan ·
Kosovo · 
Kroatië · 
Letland ·
Liechtenstein ·
Litouwen ·
Luxemburg ·
Malta ·
Marokko ·
Mexico ·
Moldavië · 
Montenegro · 
Nederland ·
Nederlandse Antillen ·
Nigeria ·
Noord-Ierland ·
Noord-Macedonië ·
Noorwegen ·
Oekraïne ·
Oostenrijk ·
Panama ·
Paraguay ·
Peru ·
Polen ·
Portugal ·
Roemenië ·
Rusland ·
San Marino ·
Saoedi-Arabië ·
Schotland ·
Senegal ·
Servië ·
Singapore ·
Slovenië ·
Slowakije ·
Sovjet-Unie ·
Spanje ·
Suriname ·
Thailand ·
Togo · 
Tsjechië ·
Tsjecho-Slowakije ·
Tunesië · 
Turkije · 
Uruguay ·
Verenigde Arabische Emiraten ·
Verenigde Staten ·
Wales ·
Wit-Rusland ·
Zuid-Afrika ·
Zuid-Korea ·
Zweden ·
Zwitserland
Argentinië (1995) · 
Australië (2018) ·
Australië (2022) · 
België (2021) · 
Duitsland (1992) · 
Duitsland (2012) · 
Engeland (2021) · 
Finland (2021) · 
Frankrijk (2002) · 
Frankrijk (2018) · 
Japan (2010) · 
Kameroen (2010) · 
Kroatië (2018) · 
Nederland (2010) · 
Nederland (2012) · 
Peru (2018) · 
Portugal (2012) · 
Rusland (2021) · 
Senegal (2002) · 
Tsjechië (2021) · 
Uruguay (2002) · 
Wales (2021)
CONMEBOL: Argentinië · Bolivia · Brazilië · Chili · Colombia · Ecuador · Paraguay · Peru · Uruguay · Venezuela

UEFA: Albanië · Andorra · Armenië · Azerbeidzjan · België · Bosnië en Herzegovina · Bulgarije · Cyprus · Denemarken · Duitsland · Engeland · Estland · Faeröer · Finland · Frankrijk · Georgië · Gibraltar · Griekenland · Hongarije · IJsland · Ierland · Israël · Italië · Kazachstan · Kosovo · Kroatië · Letland · Liechtenstein · Litouwen · Luxemburg · Malta · Moldavië · Montenegro · Nederland · Noord-Ierland · Noord-Macedonië · Noorwegen · Oekraïne · Oostenrijk · Polen · Portugal · Roemenië · Rusland · San Marino · Schotland · Servië · Slovenië · Slowakije · Spanje · Tsjechië · Turkije · Wales · Wit-Rusland · Zweden · Zwitserland

AFC: Australië · China · Irak · Iran · Japan · Libanon · Oezbekistan · Oman · Qatar · Saoedi-Arabië · Syrië · Verenigde Arabische Emiraten · Vietnam · Zuid-Korea

CAF: Algerije · Burkina Faso · Congo-Kinshasa · Egypte · Ghana · Ivoorkust · Kaapverdië · Kameroen · Mali · Marokko · Nigeria · Senegal · Tunesië · Zuid-Afrika

CONCACAF: Canada · Costa Rica · Curaçao · El Salvador · Honduras · Jamaica · Mexico · Panama · Suriname · Verenigde Staten

OFC: Nieuw-Zeeland